# سان ماورو فورتي
سان ماورو فورتي (بالإيطالية: San Mauro Forte)‏ هي بلدية في مقاطعة ماتيرا في إقليم بازيليكاتا الإيطالي.

## السكان
في سنة 1861 بلغ عدد السكان 3٬030 نسمة، وتطور العدد ليصل في سنة 2011 لـ 1٬710 نسمة.
يظهر هذا المخطط البياني تطور النمو السكاني لـ سان ماورو فورتي